# Jacob van Heemskerk
Jacob van Heemskerk (Ámsterdam, 13 de marzo de 1567-Gibraltar, 25 de abril de 1607) fue un  marino y explorador neerlandés y más tarde almirante al mando de la flota neerlandesa que resultó muerto en la batalla de Gibraltar contra la flota española. Es recordado por haber participado con Willem Barents en uno de los  primeros viajes de exploración importantes del océano Ártico, y el primero en el que un grupo afrontó con éxito un invierno polar.

## Exploración del Ártico (1595-97)
A finales del siglo XVI las Provincias Unidas de los Países Bajos, enfrascadas en la guerra de los ochenta años contra España, buscaban una ruta marítima entre el mar del Norte y Extremo Oriente que bordeando la costa norte de Rusia les permitiese alcanzar las Indias Orientales, donde tenían intereses comerciales, sin utilizar la ruta tradicional rodeando Europa y África, controlada por España.
Con esta intención, los Estados Generales de los Países Bajos financiaron una expedición de 7 naves que bajo el mando de Jacob van Heemskerk y Willem Barents partió el 2 de junio de 1595 de Texel. El 18 de noviembre debieron regresar sin haber podido franquear los estrechos del mar de Kara debido a las masas de hielo.
Tras el fracaso los Estados Generales abandonarían la empresa, que fue retomada por el consejo comunal de Ámsterdam. El 18 de mayo de 1596 zarparon del puerto de Ámsterdam dos naves bajo el mando de Jacob van Heemskerk y Jan Cornelisz Rijp. Willem Barents acompañaba a van Heemskerk como piloto y Gerrit de Veer era el cronista del viaje.
Navegando hacia el norte, el 10 de junio descubrieron Isla del Oso en el mar de Barents al norte de Noruega. Siguiendo su rumbo el día 19 avistaron tierra cerca de la latitud 80.º N, la isla de Spitsbergen (en el archipiélago de las islas Svalbard), que consideraron erróneamente como parte de Groenlandia.
El 1 de julio los dos barcos se separaron debido a las discrepancias sobre la ruta a seguir.  Heemskerk y Barents siguieron hacia el este, intentando rodear el extremo norte de Nueva Zembla, donde su barco quedó atrapado en el hielo el 11 de septiembre. Los 16 hombres de la tripulación tuvieron que pasar el invierno en un refugio construido con los materiales que pudieron sacar del barco. Barents y otro marinero morirían antes de que el resto de la expedición fuera rescatado por embarcaciones rusas.
Aunque su objetivo inicial de llegar hasta Oriente no se cumplió, este viaje se sitúa entre los más importantes de la exploración del océano Ártico del siglo XVI, y el primero en el que un grupo de exploradores afrontaron con éxito el invierno polar. Sus experiencias servirían a los posteriores navegantes de los Países Bajos para establecer fructíferas rutas pesqueras y balleneras.

## Batalla de Gibraltar(1607)
Posteriormente, van Heemskerk sería nombrado vicealmirante de la flota de las Provincias Unidas de los Países Bajos, con la misión de proteger los navíos neerlandeses en sus viajes a las Indias Orientales, siendo ascendido a almirante poco después.
El 25 de abril de 1607, continuando con las hostilidades de la guerra de los ochenta años, la escuadra dirigida por van Heemskerk atacó a la flota española amarrada en Gibraltar. La mayor maniobrabilidad de los neerlandeses permitió que estos consiguieran destruir la totalidad de la flota española: 21 barcos y 4.000 marineros, en una decisiva batalla en el transcurso de la cual murió van Heemskerk como consecuencia de una bala de cañón.
Su cuerpo fue posteriormente enterrado en Oude Kerk, Ámsterdam.